# Tamara Leszner
Tamara Leszner (* 3. Oktober 1947 in Hamburg; † 21. April 2014 in Kaufungen) war eine deutsche Denkmalpflegerin.

## Leben
Tamara Leszner war diplomierte Volkswirtin. Bekannt wurde sie durch ihren Einsatz für den Erhalt historisch bedeutender Gebäude. Von 1977 bis 1984 restaurierte sie die Wetterburg in Bad Arolsen. Ihr nächstes Projekt war das 1774 errichtete Zehnthaus in Wethen. Zu ihrem Lebenswerk wurde in den 1990er Jahren schließlich das Industriedenkmal Ziegelei Lohöfer in Oberkaufungen, dessen Umgestaltung zum Hessischen Ziegeleimuseum bis 2006 andauerte.
Leszner wandte bei der Denkmalpflege traditionelle Handwerkstechniken an und war auf Lehmbau spezialisiert, über den sie auch publizierte. Neben dem Erhalt der Bauwerke förderte sie deren wirtschaftliche Nutzung.
1980 wurde Leszner für ihre Leistungen vom Deutschen Nationalkomitee für Denkmalschutz mit der Silbernen Halbkugel ausgezeichnet.
Leszner starb mit 66 Jahren nach kurzer Krankheit. Sie hinterließ einen Sohn, der als Lehmbauer tätig ist, und ihren langjährigen Lebensgefährten Ingolf Stein, Direktor des Museums in Oberkaufungen.